# Arquidiócesis de Bouaké
La arquidiócesis de Bouaké (en latín: Archidioecesis Buakensis y en francés: Archidiocèse de Bouaké) es una circunscripción eclesiástica de la Iglesia católica en Costa de Marfil. Se trata de una arquidiócesis latina, sede metropolitana de la provincia eclesiástica de Bouaké. Desde el 25 de julio de 2024 su arzobispo es Jacques Assanvo Ahiwa.

## Territorio y organización
La arquidiócesis tiene 20 000 km² y extiende su jurisdicción sobre los fieles católicos de rito latino residentes en los departamentos de Béoumi, Bouaké, Sakassou (los tres del distrito de Vallée du Bandama), M'Bahiakro y Daoukro (ambos en el distrito de Lacs).
La sede de la arquidiócesis se encuentra en la ciudad de Bouaké, en donde se halla la Catedral de Santa Teresa del Niño Jesús.
La arquidiócesis tiene como sufragáneas a las diócesis de: Abengourou, Bondoukou y Yamusukro.
En 2022 en la arquidiócesis existían 31 parroquias.

## Historia
La prefectura apostólica de Bouaké fue erigida el 17 de mayo de 1951 mediante la bula Quo fructuosius del papa Pío XII, obteniendo el territorio del vicariato apostólico de Abiyán (hoy arquidiócesis de Abiyán).
El 14 de septiembre de 1955 la prefectura apostólica fue elevada a diócesis mediante la bula Dum tantis del papa Pío XII. Originalmente fue sufragánea de la arquidiócesis de Abiyán.
El 13 de septiembre de 1963 cedió una parte de su territorio para la erección de la diócesis de Abengourou mediante la bula Sacrum Consilium del papa Pablo VI.
El 6 de marzo de 1992 cedió otra parte de su territorio para la erección de la diócesis de Yamoussoukro mediante la bula Ad aptius prospiciendum del papa Juan Pablo II.
El 19 de diciembre de 1994 la diócesis fue elevada al rango de arquidiócesis metropolitana mediante la bula Quo aptius del papa Juan Pablo II.

## Estadísticas
Según el Anuario Pontificio 2023 la arquidiócesis tenía a fines de 2022 un total de 244 000 fieles bautizados.
| Año                                                                             | Población            | Población | Población      | Sacerdotes | Sacerdotes    | Sacerdotes    | Bautizados por sacerdote | Diáconos permanentes | Religiosos | Religiosos | Parroquias |
| Año                                                                             | Bautizados católicos | Total     | % de católicos | Total      | Clero secular | Clero regular | Bautizados por sacerdote | Diáconos permanentes | Varones    | Mujeres    | Parroquias |
| ------------------------------------------------------------------------------- | -------------------- | --------- | -------------- | ---------- | ------------- | ------------- | ------------------------ | -------------------- | ---------- | ---------- | ---------- |
| 1959                                                                            | 36 317               | 578 927   | 6.3            | 30         | 4             | 26            | 1210                     |                      | 6          | 33         | 13         |
| 1970                                                                            | 59 298               | 810 000   | 7.3            | 48         | 11            | 37            | 1235                     |                      | 55         | 69         | 16         |
| 1980                                                                            | 117 817              | 1 200 000 | 9.8            | 57         | 13            | 44            | 2066                     |                      | 71         | 84         | 21         |
| 1990                                                                            | 235 376              | 1 306 000 | 18.0           | 61         | 22            | 39            | 3858                     |                      | 56         | 87         | 24         |
| 1997                                                                            | 68 148               | 684 000   | 10.0           | 48         | 18            | 30            | 1419                     |                      | 51         | 69         | 17         |
| 2000                                                                            | 125 000              | 1 250 000 | 10.0           | 37         | 19            | 18            | 3378                     |                      | 24         | 62         | 6          |
| 2001                                                                            | 212 537              | 2 125 310 | 10.0           | 43         | 16            | 27            | 4942                     |                      | 47         | 75         | 8          |
| 2002                                                                            | 170 837              | 1 750 120 | 9.8            | 72         | 21            | 51            | 2372                     |                      | 73         | 70         | 18         |
| 2003                                                                            | 82 653               | 2 183 620 | 3.8            | 44         | 19            | 25            | 1878                     |                      | 34         | 75         | 17         |
| 2004                                                                            | 152 240              | 918 730   | 16.6           | 50         | 31            | 19            | 3044                     |                      | 29         | 37         | 15         |
| 2006                                                                            | 161 000              | 975 000   | 16.5           | 55         | 39            | 16            | 2927                     |                      | 34         | 57         | 20         |
| 2013                                                                            | 183 000              | 1 071 000 | 17.1           | 59         | 51            | 8             | 3101                     |                      | 40         | 59         | 23         |
| 2015                                                                            | 205 000              | 1 164 000 | 17.6           | 57         | 45            | 12            | 3596                     |                      | 43         | 59         | 25         |
| 2018                                                                            | 221 600              | 1 257 790 | 17.6           | 60         | 48            | 12            | 3693                     |                      | 44         | 54         | 31         |
| 2020                                                                            | 233 130              | 1 323 220 | 17.6           | 62         | 56            | 6             | 3760                     |                      | 38         | 54         | 31         |
| 2022                                                                            | 244 000              | 1 385 000 | 17.6           | 65         | 59            | 6             | 3753                     |                      | 38         | 54         | 31         |
| Fuente: Catholic-Hierarchy, que a su vez toma los datos del Anuario Pontificio. |                      |           |                |            |               |               |                          |                      |            |            |            |

## Episcopologio
- André-Pierre Duirat, S.M.A. † (26 de octubre de 1951-17 de mayo de 1973 renunció)
- Vital Komenan Yao † (17 de mayo de 1973-22 de septiembre de 2006 falleció)
- Paul-Siméon Ahouanan Djro, O.F.M. † (22 de septiembre de 2006 por sucesión-12 de febrero de 2024 falleció)
- Jacques Assanvo Ahiwa, desde el 25 de julio de 2024[nota 1]